# Filibert al II-lea, Duce de Savoia
Filibert al II-lea (10 aprilie 1480 – 10 septembrie 1504), supranumit cel Frumos sau  cel Bun, a fost Duce de Savoia din 1497 pînă la moartea sa.

## Biografie
Născut la  Pont-d'Ain, Filibert a fost fiul Prințului Filip de Savoia și a primei lui soții, Margareta de Bourbon. În 1496 tatăl său a succedat în mod neașteptat ca Duce de Savoia, când nepotul său Carol al II-lea a murit la vârsta de 6 ani.
În același an, Filibert în vârstă de 16 ani s-a căsătorit cu Iolanda Louise de Savoia care avea 9 ani și era verișoara lui și singura soră a micului duce care decedase. Ea era fiica Ducelui Carol I de Savoia și a Blanche de Montferrat și era moștenitoarea fratelui, tatălui, bunicului și a bunicii ale Iolanda a Franței, singura fiică a regelui Carol al VII-lea al Franței.
După o scurtă domnie, Filip al II-lea a murit în 1497 și Filibert i-a succedat ca Duce de Savoia. Tânărul cuplu  și-a avansat pretențiile și și-au luat titlurile de regină și rege al Cipru, Ierusalim și Armenia.
În 1499, soția de 12 ani a lui Filibert a murit la naștere. Moștenitoarea ei era verișoara primară, Prințesa Charlotte de Neapole. Filibert a continuat să folosească titlurile de rege al Ciprului în ciuda decesului soției sale.
Următoarea căsătorie a fost o alianță cu Casa de Habsburg, care domnea în Olanda, Alsacia, Franche-Comté, Tyrol, Austria, etc. În 1500 el s-a căsătorit cu Margareta de Austria, singura fiică a împăratului Maximilian I și a primei lui soții, Maria de Burgundia. Anterior, soția sa fusese căsătorită cu Juan, Prinț de Asturia, moștenitorul tronurilor Aragon și Castilia.
Filibert a murit în 1504 la vârsta de 24 de ani. Pentru că nu a avut copii, a fost succedat de fratee său vitreg, Carol al III-lea.

## Familie
Filibert s-a căsătorit cu:
1. Iolanda Louise de Savoia (1487–1499), fiica vărului său primar, Carol I de Savoia.
2. Margareta de Austria, fiica împăratului Maximilian I  și a Mariei de Burgundia. Nu au avut copii.